# Lovesick Girls
"Lovesick Girls" (tạm dịch: "Những cô gái si tình") là bài hát của nhóm nhạc nữ Hàn Quốc Blackpink. Bài hát được ra mắt vào ngày 2 tháng 10 năm 2020. Bài hát được phát hành dưới định dạng streaming và tải xuống với vai trò là đĩa đơn thứ ba cho album phòng thu tiếng Hàn của nhóm mang tên The Album. Bài hát đã được ra mắt vào ngày 2 tháng 10 năm 2020 vào lúc 1 giờ chiều (theo giờ Hàn Quốc) và video của bài hát cũng được công chiếu trực tiếp cùng lúc trên YouTube.

## Bối cảnh
Vào 8 giờ sáng ngày 21 tháng 9 năm 2020 (theo giờ Việt Nam), YG Entertainment đã đăng tải tấm poster đầu tiên hé lộ cho màn trở lại lần này của nhóm. Tấm poster được nhận xét có tông màu tối làm chủ đạo với hình ảnh của cả bốn thành viên của nhóm xuất hiện trong bãi đỗ xe. Poster này cũng xác nhận về khoảng thời gian ra mắt của Video âm nhạc này là 13:00 (KST) ngày 2 tháng 10 năm 2020.
Ngay sau đó, từ ngày 22 tháng 9 đến 25 tháng 9, poster của các thành viên Jisoo, Jennie, Lisa và Rosé được đăng tải lần lượt trên trang Facebook chính thức của nhóm. Ngày 26 tháng 9, video concept của 2 thành viên Lisa và Rosé được đăng tải và ngay ngày hôm sau, video concept của hai thành viên còn lại là Jisoo và Jennie cũng được đăng tải trên trang Facebook & YouTube của nhóm.
Vào ngày 28 tháng 9, tên sản phẩm mới lần này "Lovesick Girls" đã được xác nhận.
Tới ngày 30 tháng 9 năm 2020, YG Entertainment đã đăng tải teaser cho lần trở lại này. Chất nhạc trong teaser nổi bật với tiếng guitar dồn dập, bắt tai. Hình ảnh cả bốn thành viên xuất hiện với diện mạo buồn bã, đau khổ.

## Phát hành và đón nhận

##### Trước khi bài hát được ra mắt
Ngay sau khi thông tin về lần trở lại này được đăng tải, người hâm mộ của nhóm đã hết sức hào hứng với màn trở lại này. Các cụm từ khoá như "Blackpink", "Lovesick Girls", "Blackpink Lovesick Girls",... đã lên xu hướng (Trending) của nhiều mạng xã hội, công cụ tìm kiếm lớn như Twitter, Google Search,...

##### Sau khi bài hát được ra mắt
Bài hát được nhận xét là sôi động, vừa đủ với đoạn điệp khúc mạnh mẽ. Phần nhạc của Lovesick Girls được xem là khá bắt tai. Điểm nhấn là đoạn rap của hai thành viên Jennie và Lisa.
Video âm nhạc lần này của nhóm không quá chú trọng đến phần vũ đạo mà chú trọng hơn về phần diễn xuất của 4 thành viên khiến cộng đồng người hâm mộ của họ tỏ ra thích thú khi cả bốn thành viên đều có những phân đoạn diễn ấn tượng trong video âm nhạc này.

## Video âm nhạc
Với Lovesick Girls, Blackpink đã thu về được 1,7 triệu lượt xem công chiếu khi bài hát này được phát hành trên nền tảng video trực tuyến YouTube, xếp thứ 3 toàn cầu (tính thời thời điểm ngày 2/10/2020).
MV cũng đã phá vỡ kỉ lục trước đó của nhóm về thời gian đạt 10 triệu lượt xem nhanh nhất chỉ trong 52 phút. Kỉ lục trước đó thuộc về Ice Cream với 2 giờ 55 phút. MV cũng đạt đạt mốc 50 triệu lượt xem trên YouTube chỉ sau 18 tiếng phát hành.
Vào ngày 3 tháng 10 năm 2020, Video hậu trường về quá trình quay video âm nhạc này được đăng tải.

###### Tranh cãi liên quan
Video âm nhạc nhận được sự đón nhận lớn của người hâm mộ nhưng trong video âm nhạc này có cảnh thành viên Jennie mặc đồng phục y tá cách điệu gồm váy ngắn bó sát kết hợp mũ in hình trái tim, giày cao gót màu đỏ. Đại diện Công đoàn Y tế Hàn Quốc đã chỉ trích trang phục của Jennie khác xa thực tế và "khơi dậy ham muốn tình dục". Họ viết trong thông cáo báo chí: "Các y tá thường bị quấy rối tình dục và áp đặt định kiến. Mọi thứ trở nên tồi tệ hơn khi văn hóa đại chúng liên tục lặp lại những hình ảnh méo mó về y tá. Bài hát của Blackpink đang đứng đầu các bảng xếp hạng, lan truyền hình ảnh sai lệch này". Công đoàn yêu cầu công ty quản lý của nhóm thể hiện trách nhiệm tương xứng với độ nổi tiếng và tầm ảnh hưởng của nhóm. Trên Twitter, nhiều người đã chỉ trích video âm nhạc này kèm hashtag #Stop_Sexualizing_Nurses (tạm dịch: "Ngừng tình dục hóa y tá"), yêu cầu công ty chủ quản của nhóm đưa ra lời xin lỗi và chỉnh sửa lại video âm nhạc.
Ngày 6 tháng 10 năm 2020, đại diện công ty chủ quản của nhóm đã lên tiếng với truyền thông về ý nghĩa video âm nhạc này: "Không có bác sĩ nào có thể giúp khi tôi đang say tình", thông qua đó đặt câu hỏi tại sao con người tiếp tục tìm kiếm tình yêu ngay cả khi bị tổn thương. Họ mong muốn khán giả hãy thưởng thức video âm nhạc như một loại hình nghệ thuật độc lập, các phân cảnh nhằm thể hiện âm nhạc một cách trực quan nhất.
Tuy vậy, sau đó vài ngày khi những chỉ trích nhắm đến Jennie vẫn không dừng lại, đại diện YG Entertainment đã chính thức gửi lời xin lỗi những người cảm thấy khó chịu vì cảnh quay, đặc biệt là các y tá đồng thời cho biết cảnh quay thay thế sẽ được xuất bản trong khoảng thời gian sớm nhất. Họ viết trong thông cáo báo chí: "Chúng tôi sẽ suy nghĩ sâu sắc về trách nhiệm của mình. Chúng tôi đã không thể lường trước những tranh cãi và thật lòng không mong muốn điều này".

## Thành phần đội ngũ
Nguồn dẫn được trích từ Tidal.
- Blackpink – hát chính

Jisoo – người viết bài hát
Jennie – sản xuất, người viết bài hát
- Teddy – sản xuất, người viết bài hát
- R. Tee – sản xuất, người viết bài hát
- 24 – sản xuất, người viết bài hát
- David Guetta – người viết bài hát
- Brian Lee – người viết bài hát
- Leah Haywood – người viết bài hát
- Danny Chung – người viết bài hát
- Løren – người viết bài hát
- Jason Roberts– Xử lý âm thanh

## Hiệu suất thương mại
"Lovesick Girls" ra mắt ở vị trí thứ hai trên Billboard Global 200 và ở vị trí số một trên Global Excl. U.S. với 114 triệu lượt phát trực tuyến và 17.000 lượt tải xuống được bán bên ngoài Hoa Kỳ và trở thành người đứng đầu bảng xếp hạng đầu tiên của Blackpink sau này. Bài hát vẫn nằm trong top 10 trong tuần thứ hai trên Global Excl. U.S., tụt xuống vị trí thứ năm. Tổng cộng, bài hát đã dành 14 tuần trên Global 200 và 25 tuần trên Global Excl. U.S. Tại Hoa Kỳ, sau khi phát hành album The Album, "Lovesick Girls" đã ra mắt ở vị trí thứ 59 trên Billboard Hot 100, vị trí thứ chín trên bảng xếp hạng Billboard Digital Song Sales và vị trí thứ 46 trên bảng xếp hạng Billboard Streaming Songs, tất cả đều vào ngày 17 tháng 10 năm 2020. Cùng tuần, bài hát đã đứng đầu bảng xếp hạng World Digital Songs của Hoa Kỳ, giúp Blackpink lần thứ 7 đứng đầu bảng xếp hạng sau đĩa đơn "How You Like That" của họ.
Tại Hàn Quốc, bài hát ra mắt ở vị trí thứ 28 trên Gaon Digital Chart vào tuần kết thúc ngày 3 tháng 10 năm 2020 với ít hơn hai ngày tính điểm. Bài hát tăng lên vị trí thứ hai và đạt trị trí cao nhất vào tuần sau đó; đây là ca khúc thứ hai của Blackpink làm được điều này sau "Kill This Love" vào năm 2019. Điều này đánh dấu lần thứ sáu lọt vào top 2, lần thứ bảy lọt vào top 3 và lần thứ 11 lọt vào top 10 của họ trong nước. Đĩa đơn là bài hát có thành tích tốt thứ ba trong tháng 10, đạt vị trí thứ ba trên Gaon Monthly Chart cùng tháng. Bài hát đã phá kỷ lục cho bài hát của nhóm nhạc nữ có thời gian tồn tại lâu nhất trong top 10 của Gaon Digital Chart với 22 tuần, đánh bại 17 tuần của "Cheer Up" của Twice và "Tell Me" của Wonder Girls. "Lovesick Girls" tiếp tục trải qua 22 tuần trong top 10 và 65 tuần trong top 100 của bảng xếp hạng.
Ở những nơi khác, bài hát đã ra mắt lần lượt trên RIM Charts và RIAS của Malaysia và Singapore. Ở châu Âu, "Lovesick Girls" xếp thứ 76 ở Cộng hòa Séc, 38 ở Hungary, 39 ở Ireland, 23 ở Bồ Đào Nha, 37 ở Scotland và 78 ở Slovakia. Bài hát đạt vị trí thứ 40 trên UK Singles Chart. Bài hát cũng thành công về mặt thương mại ở Châu Đại Dương, đạt vị trí thứ 27 ở Úc và 35 ở New Zealand.

## Giải thưởng
"Lovesick Girls" đã đạt được vị trí hàng đầu trên nhiều chương trình âm nhạc hàng tuần của Hàn Quốc, chẳng hạn như Inkigayo của SBS, Music Bank của KBS và Show! Music Core của MBC do thành công của bài hát trên các nền tảng kỹ thuật số. Bài hát đã giành được sáu giải thưởng chương trình âm nhạc, trong đó có ba chiến thắng liên tiếp - "triple crown" trên Inkigayo.
| Năm  | Tổ chức                            | Giải thưởng                      | Kết quả   | Ng.           |
| ---- | ---------------------------------- | -------------------------------- | --------- | ------------- |
| 2020 | Asian Pop Music Awards             | Best Music Video (Nước ngoài)    | Đề cử     | [ 37 ]        |
| 2020 | Prêmio Anual K4US                  | Music Video of the Year          | Đoạt giải | [ 38 ] [ 39 ] |
| 2021 | BreakTudo Awards                   | International Music Video        | Đoạt giải | [ 40 ]        |
| 2021 | Gaon Chart Music Awards            | Song of the Year – Tháng 10      | Đoạt giải | [ 41 ]        |
| 2021 | MTV Millennial Awards Brazil       | Global Hit                       | Đoạt giải | [ 42 ]        |
| 2021 | RTHK International Pop Poll Awards | Top Ten International Gold Songs | Đoạt giải | [ 43 ]        |

| Chương trình  | Ngày (tổng cộng 6)   | Ng.    |
| ------------- | -------------------- | ------ |
| Inkigayo      | 11 tháng 10 năm 2020 | [ 44 ] |
| Inkigayo      | 18 tháng 10 năm 2020 | [ 45 ] |
| Inkigayo      | 25 tháng 10 năm 2020 | [ 46 ] |
| Show Champion | 14 tháng 10 năm 2020 | [ 47 ] |
| M Countdown   | 15 tháng 10 năm 2020 | [ 48 ] |
| Music Bank    | 16 tháng 10 năm 2020 | [ 49 ] |

| Giải thưởng             | Ngày                 | Ng.    |
| ----------------------- | -------------------- | ------ |
| Weekly Popularity Award | 12 tháng 10 năm 2020 | [ 50 ] |
| Weekly Popularity Award | 11 tháng 1 năm 2021  | [ 50 ] |
| Weekly Popularity Award | 18 tháng 1 năm 2021  | [ 50 ] |

## Bảng xếp hạng
| Bảng xếp hạng (2020)                        | Vị trí cao nhất |
| ------------------------------------------- | --------------- |
| Úc (ARIA)                                   | 27              |
| Canada (Canadian Hot 100)                   | 29              |
| Cộng hòa Séc (Singles Digitál Top 100)      | 76              |
| Pháp (SNEP)                                 | 130             |
| Thế giới Global 200 (Billboard)             | 2               |
| Hungary (Stream Top 40)                     | 38              |
| Ireland (IRMA)                              | 39              |
| Nhật Bản (Japan Hot 100)                    | 12              |
| Malaysia (RIM)                              | 1               |
| Mexico Airplay (Billboard)                  | 50              |
| New Zealand (Recorded Music NZ)             | 35              |
| Bồ Đào Nha (AFP)                            | 23              |
| Scotland (OCC)                              | 37              |
| Singapore (RIAS)                            | 1               |
| Slovakia (Singles Digitál Top 100)          | 78              |
| Hàn Quốc (Gaon)                             | 2               |
| Hàn Quốc (K-pop Hot 100)                    | 2               |
| Thụy Điển Heatseeker (Sverigetopplistan)    | 13              |
| Anh Quốc (OCC)                              | 40              |
| Hoa Kỳ Billboard Hot 100                    | 59              |
| Hoa Kỳ World Digital Song Sales (Billboard) | 1               |
| Hoa Kỳ Rolling Stone Top 100                | 68              |

| Bảng xếp hạng (2020) | Vị trí cao nhất |
| -------------------- | --------------- |
| Hàn Quốc (Gaon)      | 3               |

| Bảng xếp hạng (2020) | Vị trí |
| -------------------- | ------ |
| Hàn Quốc (Gaon)      | 62     |
| Bảng xếp hạng (2021) | Vị trí |
| Hàn Quốc (Gaon)      | 14     |

## Chứng nhận
| Quốc gia                                      | Chứng nhận | Số đơn vị/doanh số chứng nhận |
| --------------------------------------------- | ---------- | ----------------------------- |
| Nhật Bản (RIAJ)                               | Vàng       | 50.000.000                    |
| Hàn Quốc (KMCA)                               | Bạch kim   | 100.000.000                   |
| Chứng nhận dựa theo doanh số phát trực tuyến. |            |                               |

## Lịch sử phát hành
| Khu vực        | Ngày                 | Định dạng                  | Hãng                       | Ng.           |
| Bản tiếng Hàn  | Bản tiếng Hàn        | Bản tiếng Hàn              | Bản tiếng Hàn              | Bản tiếng Hàn |
| -------------- | -------------------- | -------------------------- | -------------------------- | ------------- |
| Nhiều nơi      | 2 tháng 10 năm 2020  | Digital download streaming | YG Interscope              | [ 7 ]         |
| Ý              | 16 tháng 10 năm 2020 | Contemporary hit radio     | Universal                  | [ 73 ]        |
| Bản tiếng Nhật |                      |                            |                            |               |
| Nhật Bản       | 4 tháng 6 năm 2021   | Contemporary hit radio     | Interscope Universal Japan | [ 74 ]        |
| Nhiều nơi      | 1 tháng 7 năm, 2021  | Digital download streaming | Interscope Universal Japan | [ 75 ]        |